# Nikola Muchová
Nikola Mucha (za svobodna Nikola Muchová, * 19. března 1990 Krnov) je česká punková písničkářka. Vystupuje od svých 15 let, jak sólově, tak s dalšími muzikanty. Hrála v kyjovské kapele Bumasifma, nyní má kolem sebe kapelu Mucha.

## Život
Ačkoliv se narodila v Krnově, většinu života prožila v Kyjově. Studovala zde střední školu a začínala hrát na kytaru v nízkoprahovém klubu Wu-Wej, její první písnička se jmenovala Když šel Franta ze školy. Poté studovala francouzštinu na Masarykově univerzitě v Brně, ale kvůli mateřství studium ukončila a vrátila se do Kyjova, kde začala veřejně vystupovat. Pak se ale opět vrátila zpátky do Brna, kde ji objevil Jaroslav Erik Frič a Mucha díky tomu vystupovala na koncertech v klubu Boro, putyce Mandragora, festivalech Krákor a Napříč/Konec Léta u Skaláka. V roce 2009 vydala vlastním nákladem první studiové demo CD nazvané Chlupy. V listopadu 2011 bylo v klubu Boro nahráno živé album Live in Boro/Živě v Boru, které se z neznámých důvodů nevydalo (proti vydání vystoupil Tomáš Vtípil, který se poté angažoval ve vzniku kapely Mucha, a Martin Evžen Kyšperský). Na jaře a v létě 2013 absolvovala sólově první koncerty na Slovensku v Banské Bystrici, které byly zároveň jejími úplně prvními koncerty mimo Českou republiku.
Od roku 2023 hraje vedlejší roli v seriálu Dobré ráno, Brno!
Jeden čas se živila jako barmanka v brněnské kavárně Tři ocásci. Je vdaná, má dcery Johanku (* 2008), Dorotku (* 2016) a Julii (*2021). S manželem Kamilem provozuje bistro Zámecký mlýn v Lomnici. Bydlí ve Strhařích.

## Kapela Mucha
V roce 2012 začala spolupracovat s Martinem Evženem Kyšperským, který kolem ní utvořil kapelu Mucha. Ta začínala ve složení Nikola Muchová – zpěv a kytara, Martin Evžen Kyšperský (též Květy) – basová kytara, Petr Zavadil (též Ty Syčáci) – elektrická kytara a Štěpán Svoboda (též Budoár staré dámy) – bicí. V roce 2013 kapela vydala debutové album Slovácká epopej s průřezem tvorby Nikoly Muchové. LP album vydalo vydavatelství Piper Records, CD si kapela vydala sama poté, co jí fanoušci přispěli prostřednictvím portálu Hithit.cz přes šedesát tisíc korun. V prosinci 2013 zveřejnila klip svojí kapely Mucha ke skladbě Ježíš, natáčení proběhlo 3. listopadu 2013 v brněnském Kabinetu múz. V říjnu 2014 byl uveden klip ke skladbě Chlapi sú kokoti. Ve stejném měsíci vydala s kapelou Mucha CD Josefene, po jeho vydání pak kvůli časové vytíženosti odešel ze skupiny zakladatel Kyšperský, nahradil jej Ondřej Kyas.
V srpnu 2016 Štěpána Svobodu, který ještě s kapelou nahrál většinu písní z třetího studiového alba Nána (na bicí zde v písních Škraloup a Robert a David hostoval na bicí David Koller), nahradil bubeník Jaroslav Noga. V této sestavě kapela vydala v listopadu 2019 čtvrtou desku Tos posrals.

## Diskografie
- Chlupy (2009), vlastním nákladem
- Slovácká epopej (2013), LP Piper Records, CD vlastním nákladem
- Josefene (2014)[8]
- Nána (2016)
- Tos posrals (2019)
- Živááák (2024)

Kapela Mucha je také písní Kape mi na karbid přítomna na sampleru Zpívající břidlice (2014) a písní Neodcházej na albu Hommage à Jiří Bulis (2015). Nikola Muchová hostuje také na albu Monkey Business Sex and Sport? Never! (2015) a hraje také v klipu k písni Blue Light Baggie Bingo. Dále hostuje na albu skupiny Mňága a Žďorp Třínohý pes (2017). Zpívá také písničky I'm lucky na albu skupiny Květy Copak můžu svojí milý mámě říct a Lajka z I. P. Pavlova na albu coverů Davida Kollera David Koller & Friends (obě 2016). Zpívá také duety Pivní zmrd a Tiene múrov s Xavierem Baumaxou na jeho albu Idueto (2017). V roce 2018 zpívá v písni Cirkulárka na albu Lorenzovi hoši kapely Květy (projekt YM). Jedním písňovým textem (Namaž mě máslem) se podílela i na albu Strážce klidu Vol. 1 Romana Holého.

## Filmografie
- Marťanské lodě, 2021
- Dobré ráno, Brno!, 2023 – kostymérka Pája